# Казадезюс, Робер
Робе́р Марсе́ль Казадезю́с (фр. Robert Marcel Casadesus; 7 апреля 1899, Париж — 18 сентября 1972, там же) — французский пианист, композитор, музыкальный педагог. Один из наиболее значительных французских пианистов XX века. Представитель обширной музыкальной семьи Казадезюс.

## Очерк биографии и творчества
Окончил Парижскую консерваторию как пианист (класс Луи Дьемера) и композитор (класс К. Леру и Ф. Казадезюса), занимался также в классе камерного ансамбля у Люсьена Капе. С 1920 года гастролировал по всему миру, в том числе неоднократно в СССР (1929, 1930, 1932, 1936) и США (впервые в 1935; первый концерт в Карнеги-холле в 1941). С 1935 года профессор (по классу фортепиано), с 1946 года директор Американской консерватории в Фонтенбло. В годы войны (1940—1945) жил в США в Принстоне (по соседству с Альбертом Эйнштейном), затем вернулся на родину.
Как пианист выступал (вплоть до 1972, года смерти) сольно и в ансамбле со многими видными музыкантами, в том числе (с 1939 г. постоянно) — со скрипачом Зино Франческатти, Кливлендским оркестром, Нью-Йоркским филармоническим оркестром, Венским филармоническим оркестром, Филадельфийским оркестром, со своей женой, пианисткой Габи Казадезюс и другими.
В репертуаре Робера Казадезюса значительное место отводилось французской музыке. Среди самых известных аудиозаписей — полное собрание сочинений М. Равеля (зап. 1941), «Образы», «Прелюдии» (оба тома), «Детский уголок», «Эстампы» и другие произведения К. Дебюсси (зап. 1950, 1953, 1954), также записал (с Кливлендским оркестром) ряд клавирных концертов В. А. Моцарта (большая часть их записана в 1959—1961 гг.). Полная дискография Казадезюса (его собственные сочинения и исполнения музыки иных композиторов) включает 372 записи.
При том что композиторское наследие Казадезюса обширно, ныне его музыка почти не исполняется. Среди сочинений крупных жанров — семь симфоний и девять концертов для различных инструментов (преимущественно для фортепиано).
Кавалер (1939), офицер (1950), командор (1964) ордена Почётного легиона, других почётных наград и званий во Франции, Бельгии и Нидерландах.